# Распутин, Александр Николаевич
Алекса́ндр Никола́евич Распу́тин (9 мая 1953, Ангарск, СССР — 19 мая 2011, Ростов-на-Дону, Россия) — советский и российский футболист и игрок в мини-футбол.
Трижды мастер спорта: по хоккею с мячом, футболу и мини-футболу.

## Биография
На старте спортивной карьеры Распутин играл в хоккей с мячом. В составе иркутского «Авиатора» завоевал звание мастера спорта. Затем играл в футбол за иркутский «Аэрофлот», читинский «Локомотив», и в 1975 году дебютировал в высшей лиге за ростовский СКА.
В 1977 году перешёл в ленинградский «Зенит», за который играл на протяжении трёх сезонов. За эти годы он удостоился второго звания мастера спорта. Впоследствии играл за ставропольское «Динамо», черкесский «Нарт» и красносулинский «Металлург».
В начале 1990-х увлёкся мини-футболом и начал выступления за ростовский «Ростсельмаш». По итогам чемпионата СНГ 1992 года он был признан лучшим игроком чемпионата. В следующем сезоне в составе ростовского клуба, переименованного в ЛЭГ, дошёл до финала Кубка России, где ростовчане уступили столичной «Дине». В сезоне 1994/95 сыграл несколько матчей за «Чертаново». Затем выступал в составе нижегородской «Чайки».
Завершив спортивную карьеру, Распутин перешёл на тренерскую работу. Входил в тренерский штаб красносулинского «Металлурга», йошкар-олинского «Спартака» (в 2000 году некоторое время исполнял обязанности главного тренера команды), также тренировал женскую команду СКА.
В последние годы жизни тренировал ростовские любительские мини-футбольные команды, вёл активную общественную жизнь и работал над развитием мини-футбола в Ростове-на-Дону.
Скончался 19 мая 2011 года. Похоронен на Северном кладбище Ростова-на-Дону.

## Достижения
Личные:
- Лучший игрок чемпионата СНГ по мини-футболу 1992